# Escut d'Aldaia
L'escut d'Aldaia és un símbol representatiu oficial d'Aldaia, municipi de l'Horta Sud, al País Valencià. Té el següent blasonament:
| « | Truncat. Primer, d'or els quatre pals de gules; segon, d'atzur el segell de Sant Bernat d'argent. Al timbre, corona reial tancada. | » |

## Història

Des de 2020 l'Ajuntament utilitza una versió amb la corona oberta.

L'escut d'Aldaia fou aprovat per Reial Decret 1626/1977, de 10 de juny, publicat en el BOE núm. 161 de 7 de juliol de 1977, d'acord amb el Dictamen de la Reial Acadèmia de la Història (RAH).
L'escut està armat amb els quatre pals dels reis d'Aragó per ser paratge donat pel monarca Jaume I quan la conquesta. El segell de Sant Bernat de Claravall evoca el senyoriu que l'Orde del Cister exercí, per la seua pertinença al monestir de Sant Vicent de la Roqueta de València fins a l'extinció dels senyorius en el segle xix. La RAH rebutjà la corona reial oberta pròpia del Regne de València, que proposava l'Ajuntament, i preferí la corona tancada, amb diademes, de Castella per a no confondre-la amb altres nobiliàries i aconseguir unanimitat en els escuts civils.